# Görögország az első világháborúban

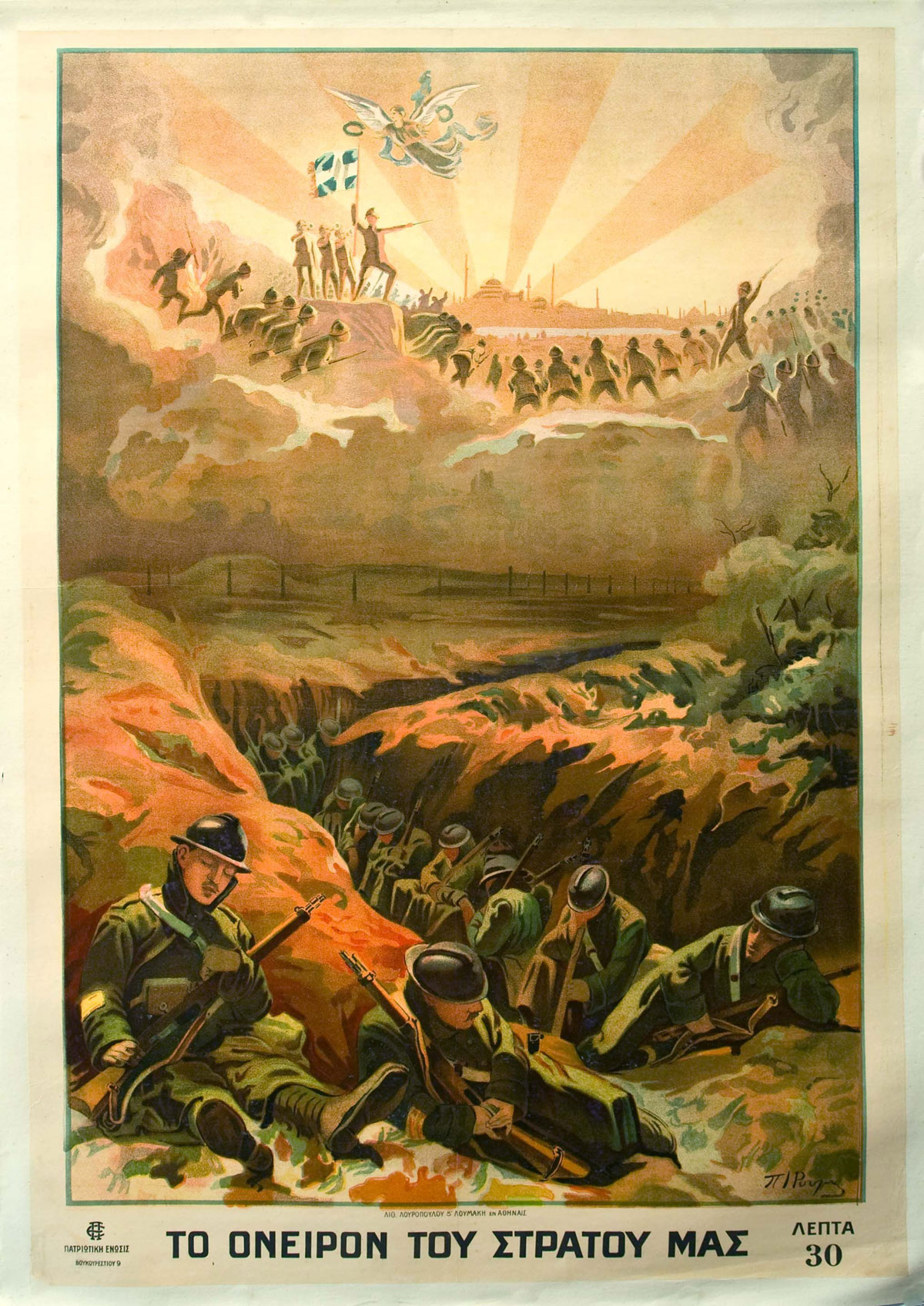
Görög háborús propagandaplakát (1917-18 körül)

Görögország az első világháború 1914-es kitörését követően a hadviselőfelekkel szemben kezdetben kinyilvánította semlegességét, ugyanakkor mindkét katonai tömb igyekezett befolyását növelni a félszigeten és maga céljai mellé állítani a balkáni királyságot. A háború előrehaladtával a görög belpolitikai élet megosztottabbá vált, a görög király, I. Konstantin udvarával együtt egyértelműen németbarát politikát folytatott és kitartott a háborúval szembeni semlegesség mellett, míg miniszterelnöke, Elefthériosz Venizélosz az antant melletti hadba lépéssel remélte az ország területének kiterjesztését Bulgária és az Oszmán Birodalom kárára („Nagy Görögország”).
A király 1915-ben menesztette pozíciójából Venizéloszt, aki azonban hozzá hű politikusok és tisztek egy csoportjával ellenszegült a hatalomnak és ellenkormányt állított fel (Honvédelmi kormány). Venizélosz követőivel együtt nyíltan kiállt az antant szövetség mellett és angol-francia segítséggel hamarosan magához ragadta a politikai hatalmat, Konstantin antant nyomásra 1917-ben lemondásra kényszerült. Az ország 1917. június 17-én nyíltan is hadba lépett a központi hatalmak ellen és részt vett az 1918-as balkáni offenzívában.
A béketárgyalásokon Párizsban a görög kormány képviselői is jelen voltak, a Bulgáriával-és az Oszmán Birodalommal megkötött békeszerződések értelmében a Görög Királyság megkapta Bulgáriától Nyugat-Thrákiát, Törökországtól pedig Kelet-Thrákiát és Szmirna környékét, utóbbi hódításait azonban a törökökkel vívott, vereséggel végződő háború (1919-22) eredményeképp elvesztette.

## Történelmi előzmények

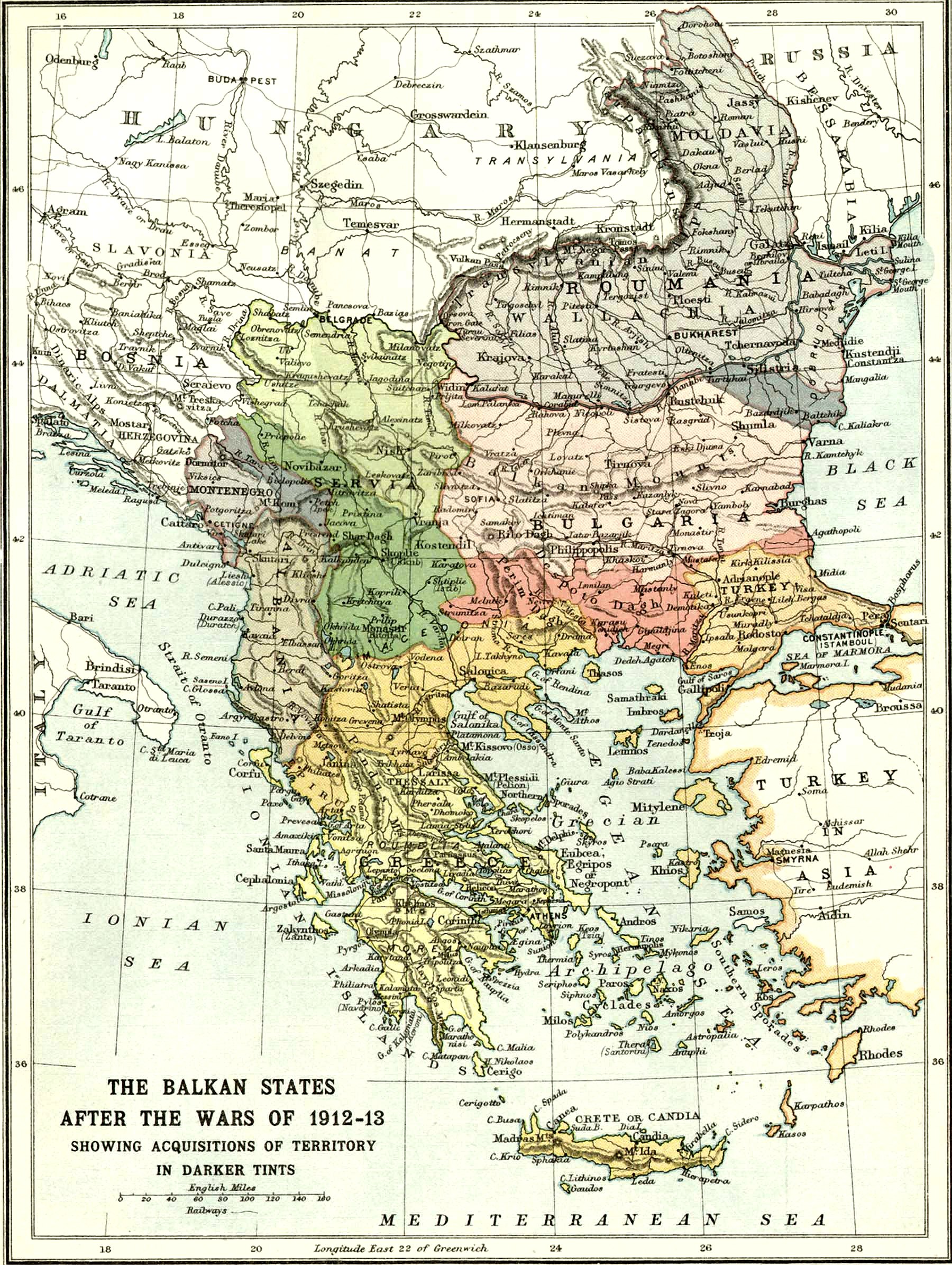
A balkáni államok képe a Balkán-háborúk (1912-13) lezárultát követően

A Görög Királyság zászlaja

Egészen a 19. század elejéig a Balkán gyakorlatilag egésze az Oszmán Birodalom fennhatósága alá tartozott. Az első balkáni állam, mely kivívta függetlenségét Görögország volt, mely véres szabadságharcot (1821-29) vívott az oszmánok ellen és a külföldi hatalmak támogatásával, továbbá az Orosz Birodalom által a törökökre mért vereséget követően nyerte el függetlenségét 1830-ban. Az 1832-es londoni konferencián a britek, a franciák és az oroszok a görög trónt Wittelsbach Ottó bajor hercegnek ajánlották fel, anélkül azonban, hogy a görögökkel erről konzultáltak volna. A létrejövő Görög Királyság államszervezettét nyugati mintára igyekezett kiépíteni erős központi hatalommal, az ország alkotmányának kiadására 1843-ban került sor. Ennek ellenére a Görögország fölött védnökséget alkotó három európai hatalom (Nagy-Britannia, Franciaország, Oroszország)a későbbiekben is komoly befolyást gyakorolt a görög állam politikájába. Az elfogadott határok között körülbelül 750-800 000 ember élt, amely nem volt több mint az akkori összgörögség egyharmada. Éppen ezért egyre nagyobb befolyást nyert körükben a Megali Idéa („A Nagy Gondolat”) eszméje, azaz az összes görög felszabadítása a török uralom alól.
Görögországnak azonban kezdetben nem voltak reális lehetőségei agresszív külpolitikai lépéseinek megvalósítására. Az ország, mely évszázadokig török uralom alatt állt gazdaságilag, demográfiailag és politikailag is rendkívül elmaradott volt (a gazdaság fejlesztésére rengeteg külföldi hitelre volt szüksége, melyből kifolyólag az állam többször is súlyosan eladósodott), továbbá a krími háborút (1853-56) követően megnövekedett a britek befolyása és a Nagy-Britannia által hirdetett-védelmezett "európai erőegyensúly" politikája az Oszmán Birodalom területi integritásának megőrzésében volt érdekelt. További nehézséget jelentett, hogy a nacionalista területi törekvések célpontjai (pl. Macedónia) a későbbiekben függetlenné váló balkáni államok közül Bulgária, kisebb részben Szerbia és Albánia érdekszférájához is tartoztak.
Az 1897-ben Krétán felkelés tört ki a török uralom ellen, melynek támogatására Görögország hadat üzent az Oszmán Birodalomnak (1897-es görög–török háború), azonban rövid időn belül katasztrofális vereséget szenvedett (a nagyobb török előretörést a brit diplomáciai beavatkozás akadályozta meg). Bár Kréta szigete autonómiát kapott Törökországon belül, de a hellén államot hatalmas jóvátétel fizetésére kötelezték, az ország destabilizálódott és a háború okozta károk, továbbá a hatalmas hadisarc kifizetésére felvett külföldi kölcsönök miatt az ország gazdasága csődbe ment és 1898-ban Görögországot nemzetközi pénzügyi és gazdasági ellenőrzés alá vonták. A növekedő belső feszültség 1908-ban katonai puccshoz vezetett, melynek eredményeképp liberális fordulat állt be az ország vezetésében és hamarosan a korábban meghatározó krétai politikus, Elefthériosz Venizélosz került kormányra. Az új vezetés részben ismételten külföldi kölcsönökre alapozva igyekezett pénzügyi, jóléti, agrár-és közigazgatási reformokat végrehajtani, ugyanakkor kiemelt fontosságot kapott a hadsereg fejlesztése és korszerűsítése is a "Nagy eszme" szellemében.
Az 1911–12-es olasz–török háború végzetesen meggyengítette az Oszmán Birodalmat és a balkáni államok ezt a helyzetet alkalmasnak találták arra, hogy területi követeléseiket fegyveres úton juttassák érvényre. A pánszláv mozgalmakat támogató Oroszország sugallatára 1912-ben létrejött a Balkán-szövetség nevű politikai és katonai szövetség, melynek tagjai Bulgária, Szerbia, Görögország és Montenegró voltak. Az egyezmény titkos záradékában szerepelt a törökellenes összefogás, az ellenük indítandó háború lehetősége is, továbbá az, hogy esetleges területi viták esetén a szövetség tagjai az Orosz Birodalmat kérik fel döntőbírónak.
Az Oszmán Birodalom ellen vívott első Balkán-háború Montenegró 1912. október 8-ai hadüzenetével kezdődött, majd a Balkán-szövetség többi tagja is hadba lépett. A bolgár csapatok offenzívát indítottak Trákia megszerzéséért, a görögök Dél-Makedónia és Dél-Albánia felé vonultak, míg a szerb–montenegrói csapatok a Szandzsák, Észak-Albánia és Észak-Makedónia ellen intéztek támadást. A szervezési és utánpótlási gondokkal is küszködő török csapatok minden fronton katasztrofális vereséget szenvedtek. A háborút lezáró, 1913. május 30-án megkötött londoni egyezmény értelmében a balkáni államok területi nyereségekre tettek szert, Görögország megkapta a partvidéki Thesszáliát. A békeszerződéssel azonban a balkáni államok nem voltak elégedettek és elsősorban Macedónia hovatartozása további konfliktusokat szült, melynek következménye volt Bulgária szembefordulása szövetségeseivel, mely a második Balkán-háború kirobbanását idézte elő. A bolgárok súlyos veresége eredményeképp Macedónia északi része Szerbiáé, déli része Görögországé lett, emellett görög fennhatóság alá került Epirusz egy része is.

## Út a háborúig

### Görögország helyzete 1914-15-ben
1914. június 28-án a Bosznia-Hercegovina fővárosába, Szarajevóba látogató osztrák-magyar trónörököst, Ferenc Ferdinánd főherceget feleségével együtt a szerb Fekete kéz nevű nacionalista csoport egyik tagja, Gavrilo Princip meggyilkolta. A politikai merénylet rövid időn belül hatalmas diplomáciai válságot eredményezett (júliusi krízis), mely végezetül a Monarchia 1914. július 28-i Szerbia elleni hadüzenetéhez vezetett és kitört az első világháború.
A világháború kirobbanásának idején a görög vezetés nem képviselt szilárd álláspontot a háborúba való belépéssel kapcsolatban. Görögországot alapvetően egyik nagyhatalom felé sem kötelezte katonai egyezmény, a második Balkán-háború kitörését megelőzően, Bulgáriával szemben megkötött szerb-görög szövetséget bár érvényben lévőnek ismerte el, de Szerbia-és az Osztrák-Magyar Monarchia háborújában semleges pozíciót igyekezett felvenni. Ezt az álláspontot a legvehemensebben az akkori hellén uralkodó, I. Konstantin és hatalmi köre, elsősorban a konzervatív erők és a tisztikar egy része képviselte, akik részben dinasztikus okokból (Konstantin felesége II. Vilmos német császár húga, Zsófia porosz királyi hercegnő volt) kifolyólag a központi hatalmakhoz húztak. Az uralkodó és támogatói tisztában voltak vele, hogy az ország nem rendelkezik elegendő tengeri-és szárazföldi haderővel, hogy nyíltan kiálljon a Német Császárság mellett, de ez a csoport a semlegesség mindenáron való fenntartására törekedett. Velük szemben a hatalmon lévő liberális kormányfő, Elefthériosz Venizélosz az antant erők európai győzelmében bízott és a háborút jó lehetőségnek látta nemcsak arra, hogy a Balkán-háborúk során szerzett területi hódításokat megőrizze, hanem újabb területeket szerezzen, közelebb hozva a „Nagy Görögország” megvalósulását. Már 1914. augusztus 2-án nyíltan felvállalta az antanttal való szimpátiáját: „Ha az európai helyzet egy világméretű konfliktust eredményezne, bármi történjék is, Görögország nem fog szemben állni az antanttal”. Venizélosz véleménye szerint a semlegesség politikája káros az országra és végső soron elfogja pusztítani azt. Rámutatott arra, hogy ha Nagy-Britannia nyerné meg a háborút, akkor Görögország külső támogatók hiányában nem tudná megakadályozni azt, hogy elveszítse Macedóniát, amit az antant szövetséges Szerbiához csatolnának, míg a központi hatalmak győzelme esetében várhatóan Macedónia a bolgárokhoz kerülne (Bulgária a vesztes második Balkán-háborút követően elszenvedett területveszteségei miatt erőteljesen a központi hatalmakhoz húzott, de csak 1916-ban lépett be a háborúba a németekkel szövetségben).
Mindkét nagy katonai szövetség igyekezett befolyásolni a görög külpolitikát, a német külpolitika elsősorban a Görög Királyság semlegességének megőrzésére törekedett, míg az antant egyre sürgetőbben igyekezett megnyerni szövetségesnek a hellén államot, melyet az Oszmán Birodalom 1914. október 24-én hivatalos hadba lépése is mindinkább indokolttá tett. A britek a bolgárokkal folytatott titkos tárgyalásokba megpróbálták a görögöket is bevonni, és az esetlegesen Bulgáriának nyújtott engedmények fejében a görögöket török területekkel kompenzálták volna. Venizélosz hajlandóságot mutatott arra, hogy a Dráma-Kavála térséget átadja Bulgáriának, ha biztosítékot kap rá, hogy a kis-ázsiai Szmirna tartományát átengedik Görögországnak, ezáltal lehetővé téve, hogy a térségben élő nyolcszázezer fős görög kisebbség az anyaországhoz kerüljön. Azonban a tárgyalások eredménytelenül zárultak.
A britek által 1915-ben megindított partraszállás a Gallipoli-félszigeten ismét előhozta az igényeket a görögök hadba lépésére. Venizélosz fel is ajánlotta, hogy biztosít negyvenezer görög katonát a Törökország elleni hadművelethez, továbbá a Görög Haditengerészet támogatásáról is biztosította az antant diplomatáit, azonban minderre nem került sor. Egyrészt Oroszország a távlati céljai, a tengerszorosok megszerzése miatt tiltakozott az ellen, hogy az említett területen görög csapatok jelenjenek meg, másrészt pedig a király és a hadsereg vezérkara nem volt biztos a vállalkozás kivitelezhetőségében (az antant gallipoli előretörése később valóban kudarcba fulladt) és csak úgy tudta elképzelni a Törökország elleni katonai intervenciót, ha abban szövetségesként Bulgária is részt vesz. Joánisz Metaxász, a hadsereg vezérkari főnöke attól félt, hogy egy kis-ázsiai görög akció felemésztené a hadsereg tartalékait és a vezérkarral együtt úgy vélte, hogy a bolgárokkal kötött szövetség hiányában veszélyes lenne nagyobb katonai erő elvonása az északi határról, mivel a bolgár haderő nagyobb erőt képviselt a görögökkel szemben és könnyen összpontosulhatott az ország határaira. Venizélosz, aki nem értett egyet az antanthoz való csatlakozás késedelmével 1915. február 25-én lemondott. Utódjául a király a lojalista Dimitriosz Gounariszt nevezte ki kormányfővé, de az 1915 nyarára meghirdetett választásokat követően Venizélosz újult erővel tért vissza pozíciójába.

### A szaloniki antant bázis létrejötte

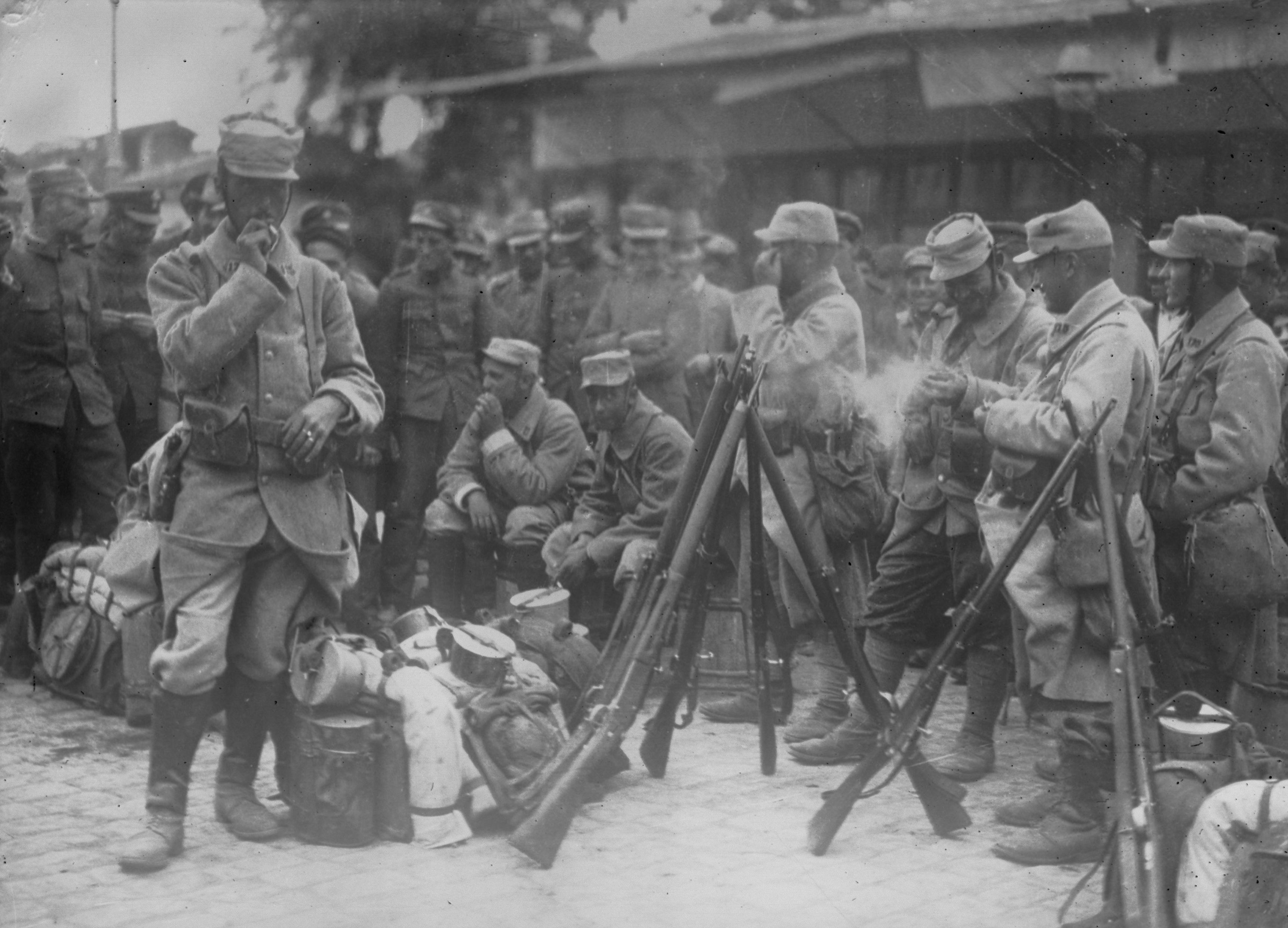
Francia katonák Szalonikiben (1915)

1915 őszén az antant gallipoli kudarca és a keleti front végbement orosz visszavonulás hatására Bulgária rászánta magát a hadba lépésre és a központi hatalmakkal szövetségben szeptember 22-én mozgósította haderejét, majd október 16-17. éjjelén csatlakozott a Szerbia elleni offenzívához. Már a nyilvánvaló bolgár készülődésre hivatkozva az ismét hatalomra került Venizélosz kívánta, hogy a Szerbia elleni bolgár támadás esetén Görögország hűen az 1913-as szövetségi szerződésnek katonailag segítse meg Szerbiát és küldjön százötvenezer katonát a balkáni frontra. Az antant is igyekezett minél nagyobb nyomást helyezni az országra. Bár a király és a vezérkar továbbra is kitartott a semlegesség mellett, végül azonban kompromisszumra kényszerült. A bolgáréval együtt megkezdődött a görög hadsereg részleges mozgósítása is és a király beleegyezett abba, hogy bár a királyság nem lép fel katonailag Szerbia mellett, de szabad utat enged a szerbek megsegítésére érkező antant csapatok számára. Venizélosz tudatta ezt az antant képviselőivel és október 3-án megkezdődött a brit-és francia csapatok átszállítása a Gallipoli-félszigetről Szalonikibe. Október 5-én érkezett meg az első antant katona a városba. Ugyanezen a napon Venizélosz a parlament elé vitte a háborúba való belépés kérdését és a törvényhozás nagy része mellé állt. A parlament határozatát azonban a király elutasította és lemondatta a miniszterelnököt, akinek helyére a konzervatív Alexandrosz Zaimisz került.
A Szalonikibe érkező antant erőknek a görög katonai beavatkozás előmozdítása és a szerb hadsereg támogatása volt a feladatuk, azonban az adott időszakban felálló két hadosztály (egy francia és egy brit) túl kevésnek bizonyultak ehhez és túl későn érkeztek ahhoz, hogy hathatósan segédkezzenek a szerb csapatoknak. A Macedóniába betörő angol-francia erőket a bolgár csapatok rövid időn belül visszaszorították. 1915 novemberének végére Szerbia elesett a központi hatalmak együttes támadását követően. Több ezer szerb katona halt meg vagy sebesült meg és több mint 160 000 szerb katona esett fogságba. Ennek dacára mégis, a szerb hadsereg nagy részének, összesen 150 000 embernek nagy nehézségek és nagy veszteségek árán Albánián keresztül (az ún. „Albániai golgota”) sikerült kitörnie és kijutnia az Adriai-tengerhez. Az antant államai hajókat küldtek a katonák elhajóztatására, melyek a túlélőket Korfu szigetére szállították az athéni görög kormány tiltakozása ellenére. A későbbiekben Korfun a hadsereghez csatlakozott a szerb kormány is. A megmaradt 150 000 szerb katonát 1916 folyamán átvezényelték Szalonikibe.
Szerbia eleste komoly dilemma elé állította az antant vezetőit. Elveszett a legfontosabb balkáni szövetséges és nem sikerült meggátolni azt, hogy szárazföldi összeköttetés jöjjön létre a Német Császárság és az Oszmán Birodalom közt. Az antant erők szaloniki jelenléte is rendkívül bizonytalan volt, mivel a görög felsőbb vezetésben ismét irányító szerepet játszó konzervatívok nemtetszéssel fogadták a jelenlétüket és félő volt, hogy a központi hatalmak balkáni előretörése a semlegesség politikájának feladására és az antant csapatok megtámadására ösztönzi az athéni kormányt. Maguk a szövetségesek sem voltak azonos állásponton a szaloniki jelenléttel kapcsolatban. Az angolok nem akartak túlságosan belebonyolódni egy balkáni akcióba, az előnytelen szállítási feltételek (pl. német búvárhajók tevékenysége a Földközi-tengeren) mellett nem látták célszerűnek egy nagyobb frontvonal kialakítását, amely csak a katonai erők szétforgácsolását eredményezné. Ezzel szemben a franciák a szaloniki antant bázis megerősítését és a védelemre való berendezkedést szorgalmazták, megelőzendő egy lehetséges offenzívát Görögország és Románia ellen. Végül a szaloniki antant bázis megerősítése mellett döntöttek, folytatva a nyomásgyakorlást az athéni kormányra. Az antant állásokat szögesdrótokkal, lövészárkokkal és géppuskaállásokkal erősítették meg, új épületek, mólók, utak és vasútvonalak épültek. 1916 elején a gallipoli hadjárat lezárását követően újabb brit-és francia seregtestek érkeztek meg, továbbá korlátozott számban olasz és orosz erőket is irányítottak a térségbe. Francia vezetéssel hamarosan az újjászervezett szerb hadsereg is megérkezett, így 1916 májusára az antant katonák száma meghaladta a háromszázezret.
A balkáni antant katonákkal (akikre gyakran csak mint a „szaloniki kertészek”re utaltak, míg a német propaganda az antant bázist „Európa legnagyobb internálótáborának” nevezte) szemben álló bolgár-, kisebb részben német erők szintén védekezésre rendezkedtek be. A német vezetés még mindig bízott abban, hogy Görögország megnyerhető vagy a görög semlegesség továbbra is fenntartható, így nem állt szándékában egy esetleges bolgár támadás támogatása, mely bizonyosan Görögország hadba lépését provokálná ki. Ezáltal kisebb mértékű katonai összecsapásokat leszámítva a macedóniai frontvonal gyakorlatilag 1918 szeptemberéig megmerevedett.

### A „Nemzeti szkizma”

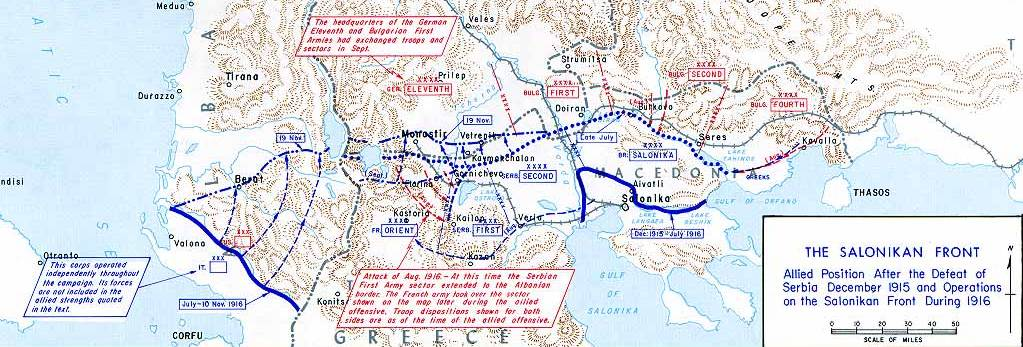
A szaloniki frontvonal 1916-ban

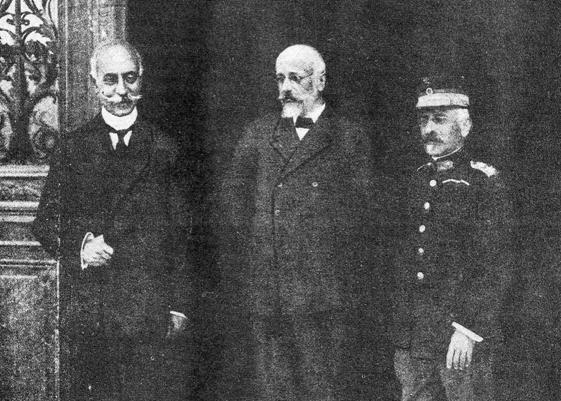
Az athéni kormánnyal szemben megalakuló Honvédelmi kormány élén álló ún. tirumvirátus (Koundouriotisz, Venizélosz, Danglísz)

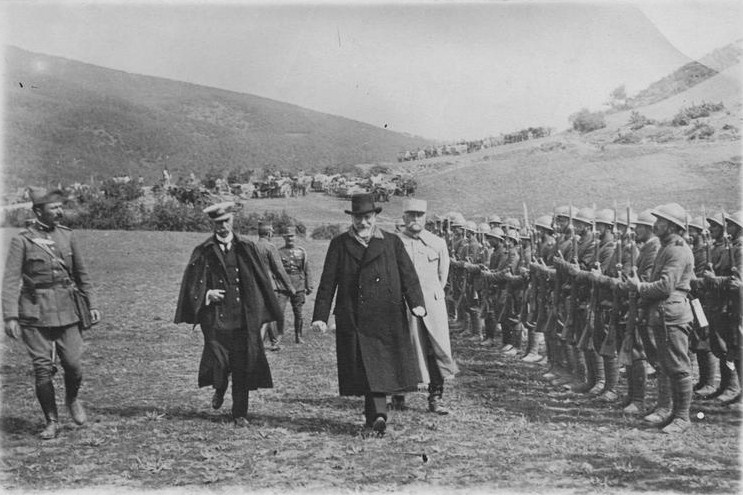
Venizélosz görög katonákat szemléz Szalonikiben (jobbján Koundouriotisz admirális, mögötte a szaloniki antant erők főparancsnoka, Maurice Sarrail tábornok)

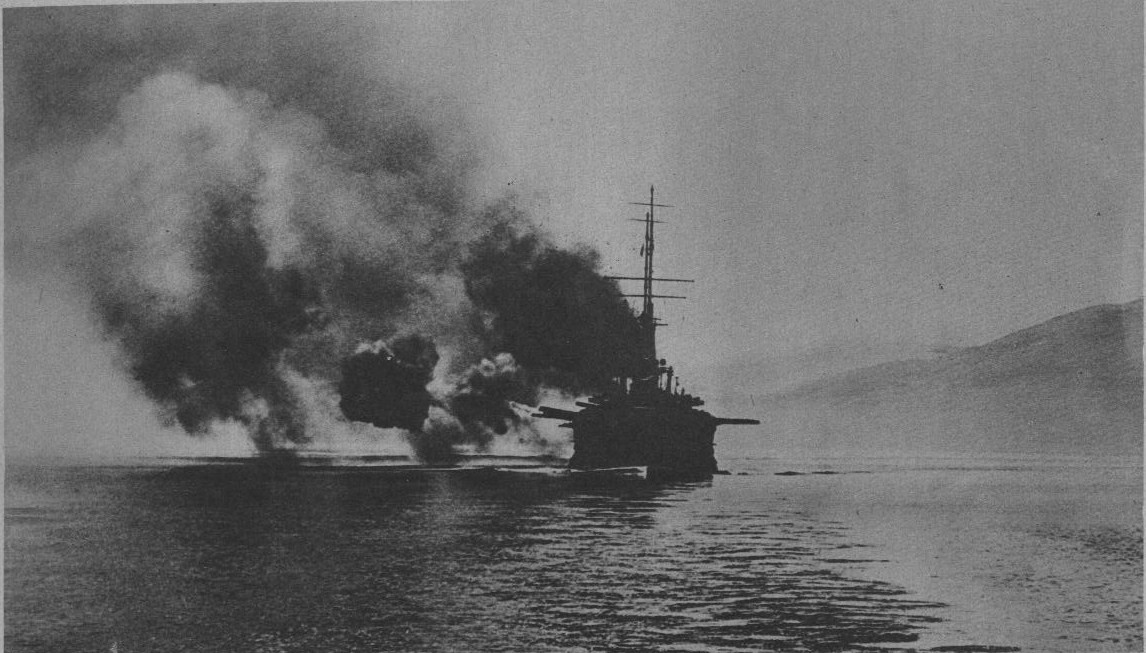
A francia Mirabeau csatahajó Athént bombázza

A Balkánon bekövetkezett változásokkal párhuzamosan a görög belpolitika fokozatosan végleg elmérgesedett. Venizélosz távozását követően hamarosan feloszlatták a parlamentet és 1915 decemberére új választásokat írtak ki. A volt miniszterelnök Liberális Pártja távol maradt a választásoktól attól való félelmében, hogy annak eredményeit manipulálni fogják és a hadsereg beavatkozna saját jelöltjeinek érdekében. A választást így természetesen a konzervatív erők nyerték meg, de az eredmény komikusnak is nevezhető, hiszen a választásra jogosultak több mint kétharmada (68%-a) távol maradt az urnáktól a rendellenes körülmények és Venizélosz népszerűsége miatt. A megalakuló új kormány tagjai kivétel nélkül monarchisták voltak, Venizélosz hívei sorra kiszorultak a hadsereg és az államigazgatás vezetőségéből. Ezen fejlemények még intenzívebbé tették a válságot és véglegesen két táborra osztották fel a görögség egészét. Venizélosz anti-parlamentarista ellenzéke radikalizálódott és forradalmi, anti-monarchista tendenciák jelentek meg köztük, különösen azon katonatisztek soraiban, akik részt vettek az 1909-es államcsínyben. Maga Venizélosz nem osztotta ezeket a nézeteket, de el kellett fogadnia, hogy alkotmányos eszközökkel nem tudja visszaszerezni hatalmát és szüksége van az antant aktív támogatására céljai elérése érdekében.
A macedóniai helyzet nagyban befolyásolta az események alakulását. 1916 májusában egy német-bolgár támadásra került sor Görög-Macedónia keleti része ellen, mely előzetesen megmaradt a görög hadsereg irányítása alatt. Konstantin király és vezérkarának utasítására Stefanosz Skouloudisz miniszterelnök arra utasította a görög helyőrségeket, hogy ne álljanak ellen fegyveresen a betolakodóknak, sőt a németbarát körök titokban abban reménykedtek, hogy a támadás hatására az antant csapatok eltávolításra kerülnek/kiszorulnak Macedóniából. Ennek eredményeképp a bolgárok megszállták a görög-bolgár határon fekvő Rupel-erődjét, ezzel veszélyeztetve a szaloniki antant hadállások keleti szárnyát. Az antant katonai vezetők erre válaszul átvették a terület fölött a teljes ellenőrzést és katonai megszállási övezeteket hoztak létre. Bevezették a katonai törvénykezést és a cenzúrát, továbbá követelték a görög csapatok eltávolítását a régióból, mivel jelenlétüket fenyegetésként értékelték saját csapataikkal szemben.
1916 augusztusában már zajlottak az előkészületek Románia hadba lépésére a központi hatalmak ellen és ezt elősegítendő az antant vezetők a teljes frontvonal hosszában offenzíva megindításáról döntöttek, melynek célja a román hadba lépés elősegítése és ezzel párhuzamosan minél nagyobb bolgár katonai erő lekötése volt. A támadást azonban meghiúsította a csakugyan titokban megtervezett és augusztus 17-én meginduló bolgár támadás, mely áttörte a szövetséges frontvonalat. Nyugaton a bolgár csapatok megszállták Flórina városát, míg keleten 1916. szeptember 11-én a Kavála városánál állomásozó 4. görög hadtest csaknem egészét elfogták harc nélkül, csak kevés görög katonának sikerült elmenekülnie brit hajókon, őket később Szalonikibe szállították. A fogságba esett görög katonákat a németországi Görlitz városa mellett fekvő hadifogolytáborba szállították, és ott is maradtak a háború végéig.
Venizélosz volt görög miniszterelnök, akihez csatlakozott a Haditengerészet és a Szaloniki görög katonaság, még szeptember végén 100 tiszttel együtt elhagyta Athént, és Kréta szigetén ideiglenes kormányt alakított, amely november 25-én proklamálta a háborút a Német Császárság és Bulgária ellen. A hadsereg nagyobb része viszont az athéni kormánynak engedelmeskedett és semleges pozícióban maradtak. Ez így még nem vezetett a görög hadsereg tényleges bevetését. Mi több, még Athénban a királyhoz hű csapatok és 300 szövetséges katona között. A szövetségesek ugyanis tartottak attól, hogy esetleg a frontjuk mögött a királypárti katonák zavart kelthetnek, amiért a katonák lefegyverzését követelték, amit a csetepaté során meg is tettek. A szövetséges csapatok blokád alá vették Athént, hogy elszigeteljék őket az észak-görögországi frontoktól.
Közben Venizélosz szervezte az antantbarát görög hadsereget, de szalonikin kívül csak a törökellenes beállítottságú Égei-tengeri szigeteken tudott szilárd bázist teremteni. A helyzetét az is nehezítette, hogy az antanttól nem kapott egységes támogatást. Németország és szövetségese Bulgária változatlanul az athéni kormányt ismerték el és így nem is tekintették magukat Görögországgal hadiállapotban levő országnak. A zűrzavaros görögországi helyzet végül csak 1917 júniusában oldódott meg. Szerbia megszállása után a bolgár hadicél-politikai tervezés mindinkább Görögország fel irányította figyelmét. A bolgár hadvezetés, hasonlóan az osztrák-magyarhoz, üldözni akarta a Görögországba menekült és állomásozó antant erőket. Viszont a döntő szót képviselő német vezérkar erről hallani sem akart. Viszont a Szalonikiben állomásozó antant erők egyre erősebbek lettek, mivel a német és a monarchia erőit lekötötték a nyugati, keleti és az olasz front, így pedig egyre nagyobb utánpótlási követelményeket támasztott Bulgária elé. Viszont így is Bulgária étvágya nem mérséklődött és a hadicélok, politikai tervezések most már a görögországi Macedónia megszerzésére irányultak. De a tervet a németek elutasították minden formában, pedig a bolgárok arra hivatkoztak, hogy most még kisebb erőkkel szét tudnák őket morzsolni. A németek célja viszont az volt, hogy csak a legszükségesebb bolgár erők maradjanak a macedón fronton és a nagy részét csoportosítsák át a keleti-frontra, hogy ott német csapatokat tudjanak átcsoportosítani a nyugati frontra.

## Görögország nyílt belépése a háborúba
Az eredeti tervek szerint a balkáni antanthadseregnek a többi fronttal egyidejű támadásai az ellenség összeroppantásának fontos tényezői lehettek volna. De részben a búvárhajó harc következménye miatt nem volt elegendő az ellátmány egy nagyobb szabású támadáshoz, bár a katonák számát tekintve Az Adriai és az Égei-tenger közötti front szakaszon több mint 470 000 katona állt, ez jóval több volt mint a német, osztrák-magyar és bolgár katonák összlétszáma, ami 350 000 fő volt. Ekkor egyre zavarosabbá vált a görög helyzet is és ez nehezítette az országbeli erőforrások kiaknázását. Miután a francia katonák partra szálltak a korinthoszi földszoroson és az antant erők támadást indítottak a Balkánon, végleg felborította a politikai helyzetet Görögországban. Az antantnak a támadás folytatásához szüksége volt Görögországra, ezért végül június 11-én az Athéni kormánytól az antant kormányai követelték I. Konstantin király lemondatását. Ez után néhány nappal később végül a király lemondott fia, Sándor javára és új kormány alakult, Venizelosz vezetésével, aki nem sokkal ezután 1917. június 17-én a hivatalos görög kormány fejeként deklarálta a hadiállapotot Németország és Bulgária ellen, nem sokkal később beállt a hadiállapot az Osztrák–Magyar Monarchia és Törökország szemben is. Az ország hadba lépésével nagyban gyarapodott az antant hadsereg létszáma a makedóniai fronton.

## Hadi események

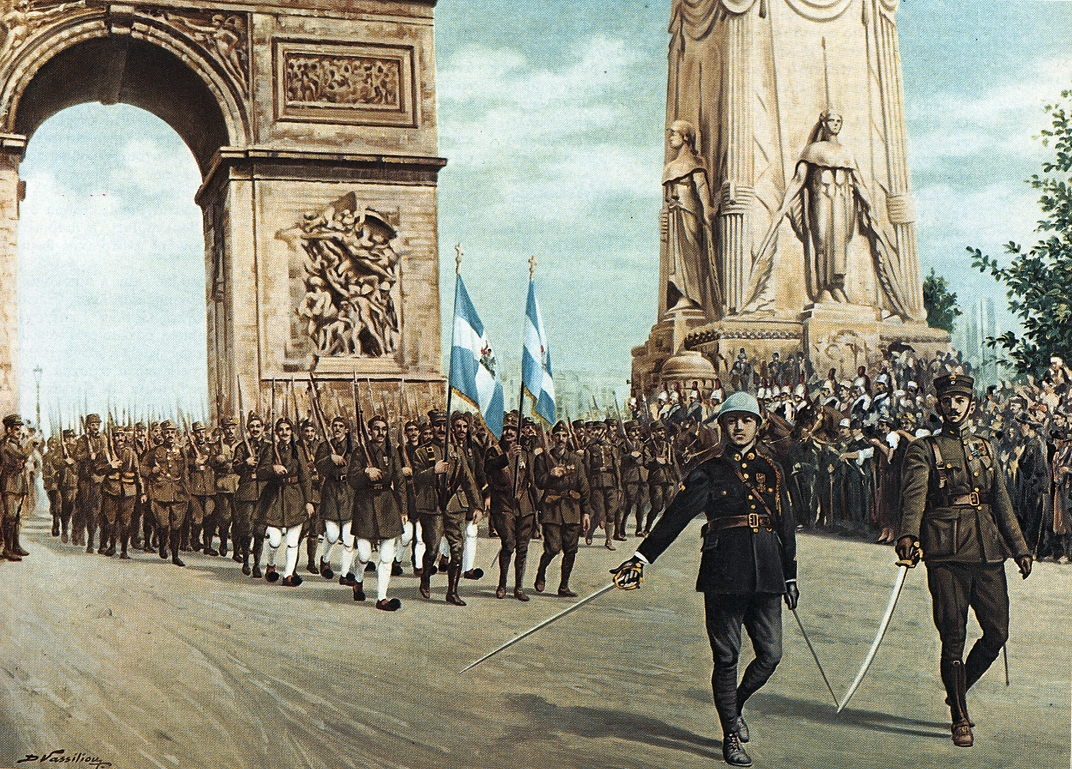
Görög katonák masíroznak 1919-ben a párizsi diadalív alatt

1917-re – a Macedóniában és Észak-Albániában állomásozó Monarchia-béli csapatok mellett – főképp a megfelelő számú támadóerővel nem rendelkező bolgárok tartották a balkáni frontot. Ugyanakkor a görögök egy korlátozott támadása sikert ért el a Vardar folyótól nyugatra. Ez után egy kis ideig még hallgattak a balkáni fegyverek, de 1918. végén a francia, brit, szerb és görög erőket tömörítő, 350 000 főnyi fegyveres erőt képviselő antant hadsereg szeptember 14-én hatalmas ágyútűz kíséretével egész este bombázta a bolgár harcvonalat, majd 15-e hajnalán 6 szerb és 2 francia, majd ezt másnap az egész hadsereg támadása követte. Az egész támadással szemeben csak a gyenge, utánpótlási gondokkal küszködő bolgár hadsereg állott szembe. Csak névleg voltak már itt német egységek, akiknek a bolgár katonák nem engedelmeskedtek és visszavonultak Szkopje és a bolgár határ felé, így az antant támadás teljes sikerrel járt, amit a sebtében odarendelt osztrák és német csapatok, sem tudtak megállítani. A bolgár kormány a forradalomtól tartva fegyverszünetet kért, majd a cár, I. Ferdinánd is lemondásra kényszerült, majd a bolgár hadsereg letette a fegyvert. Ezzel lényegében a görög hadsereg szerepe jelentéktelenné vált és nem is történtek köztük és az ellenség közt nagyobb összetűzések. A görög csapatok a továbbiakban nem vettek részt a szerbiai hadműveletekben, azonban az első világháború lezárultával nem értek véget a harcok: a görög haderő zöme Kis-Ázsiában harcolt a törökök ellen, kisebb görög csapatok pedig a Fekete-tenger északi partján állomásoztak a bolsevikok elleni intervenció részeként.

## A háború következményei

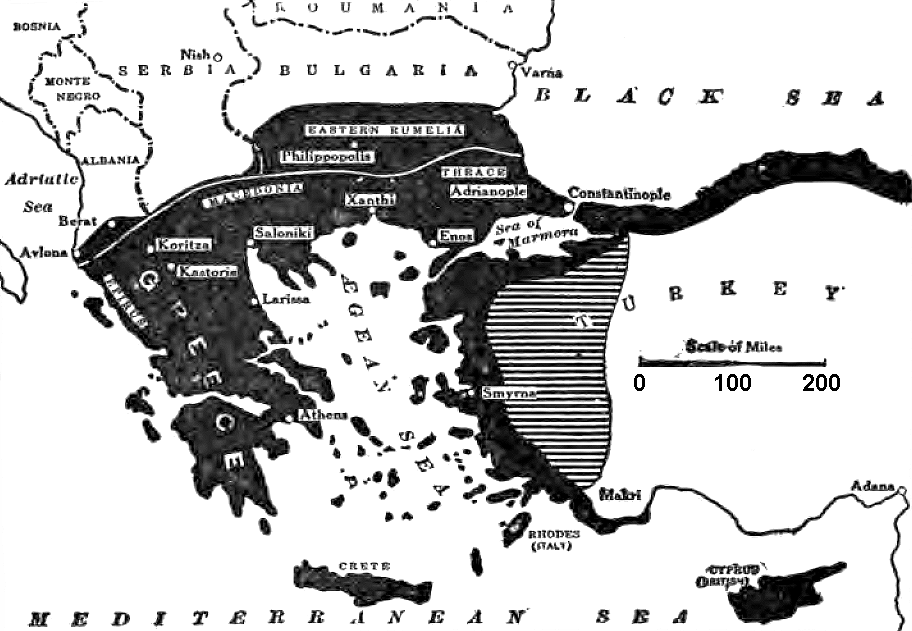
A Venizélosz által az 1919-es párizsi békekonferencián követelt területek

A görögök számára, a háború 18 hónapja folyamán 5000 katona halt hősi halált és további több száz sebesült meg. A béketárgyalásokon Párizsban a görög kormány képviselői is jelen voltak. Görögország az első világháború után, mivel az antant oldalán harcolt és támogatta azt, a békeszerződés alapján megkapta Bulgáriától Nyugat-Thrákiát, Törökországtól pedig Kelet-Thrákiát és Szmirna környékét. A harc viszont még nem ért véget. Nem sokkal a háború után felbomlott az Oszmán Birodalom, és felkelés tört ki Mustafa Kemal Atatürk és több török tábornok vezetésével. Ekkor, 1920 márciusában váratlanul meghalt I. Sándor görög király. Mivel örökös nélkül halt meg, megszavazták és visszahívták az elüldözött I. Konstantint. De a görög csapatok gyorsan katasztrofális vereséget szenvedtek és 1922 szeptemberére egész hadseregük felmorzsolódott a törökök elleni harcban. Erre egy újabb forradalom tört ki, és végleg elüldözték I. Konstantint, aki soha többé nem térhetett vissza és száműzetésben halt meg.

## Képgaléria

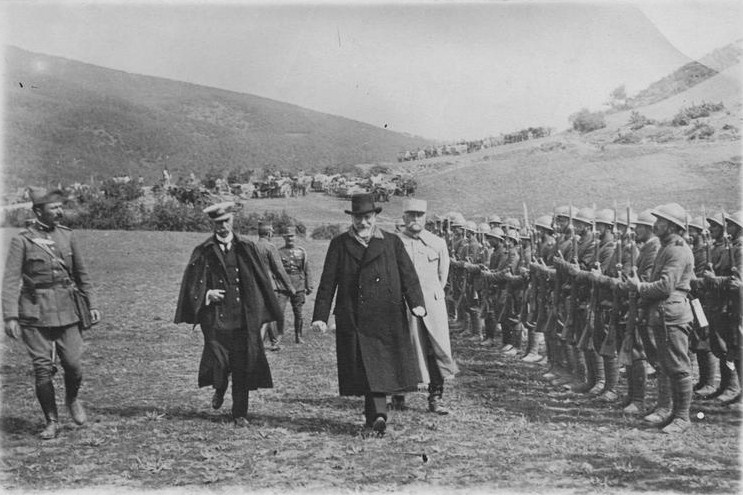
Elefthériosz Venizélosz (középen), Pavlos Koundouriotisz (balra) görög admirális szemléli a csapatokat.
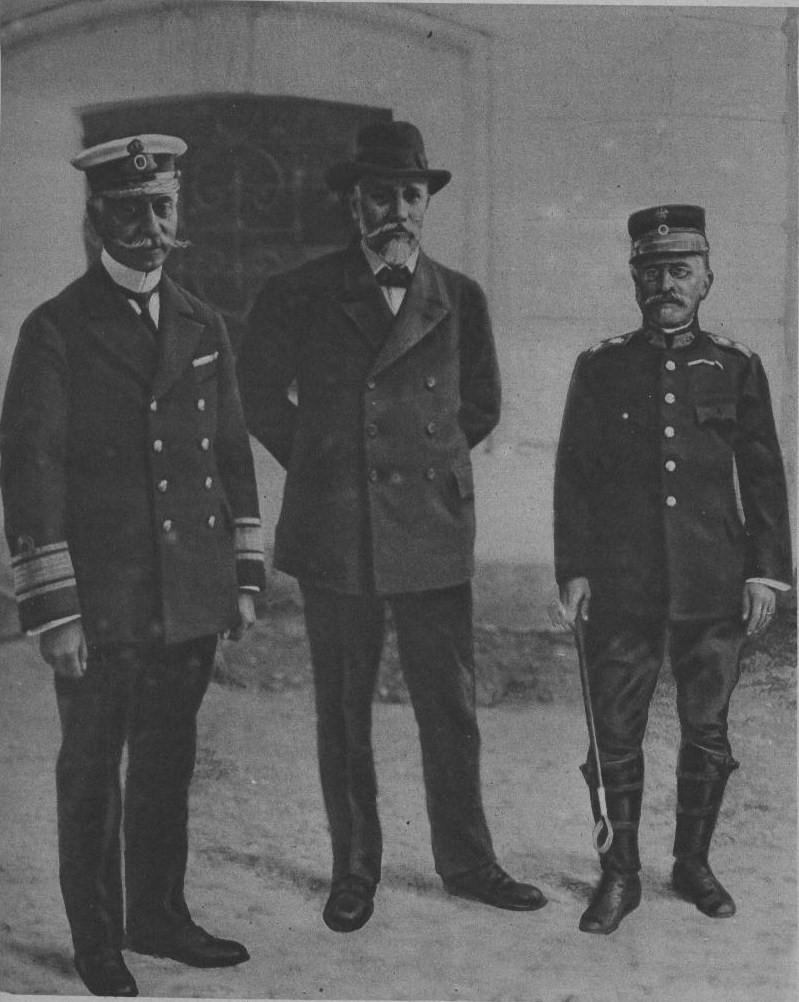
Pavlosz Koundouriotisz admirális, Venizélosz és Panagiótisz Danglísz tábornok.
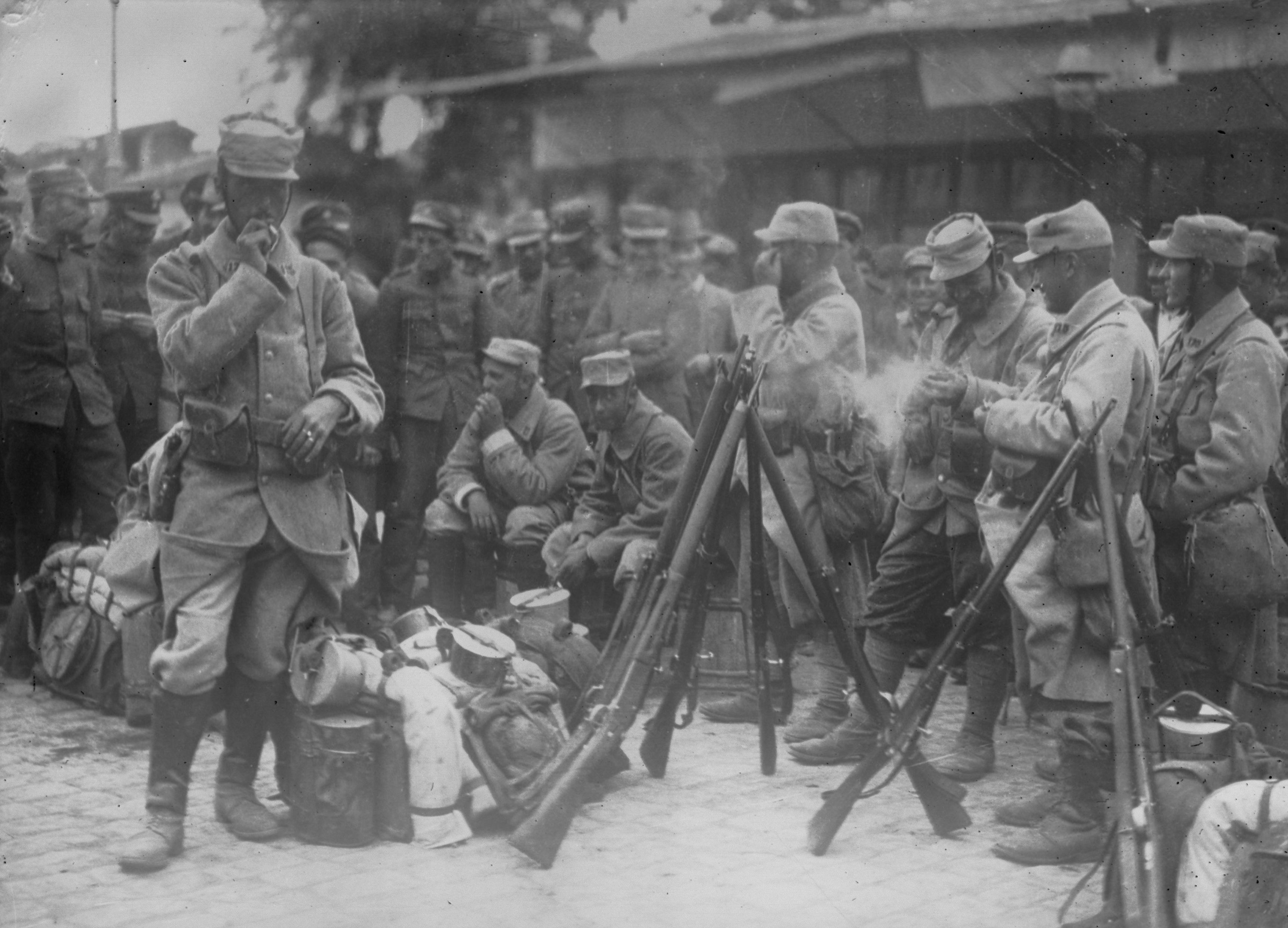
Francia katonák szalonikiben.
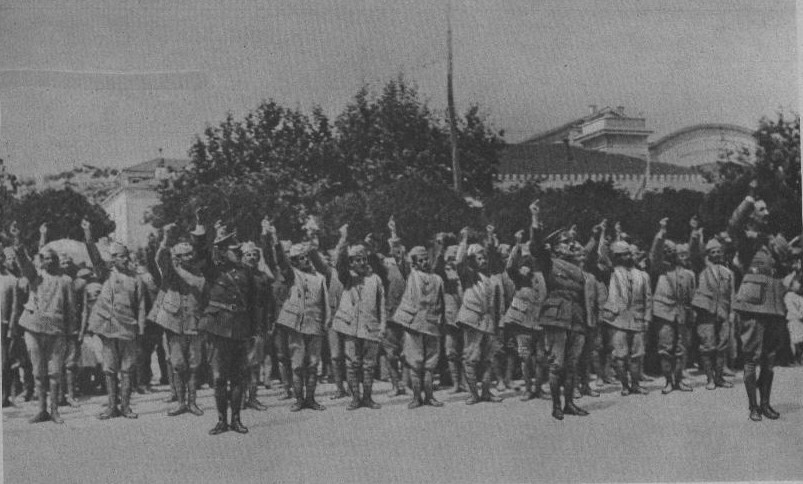
Venizéloszra felesküdő görög katonák.
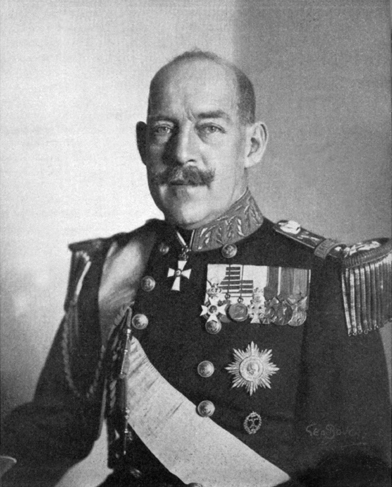
I. Konstantin görög király
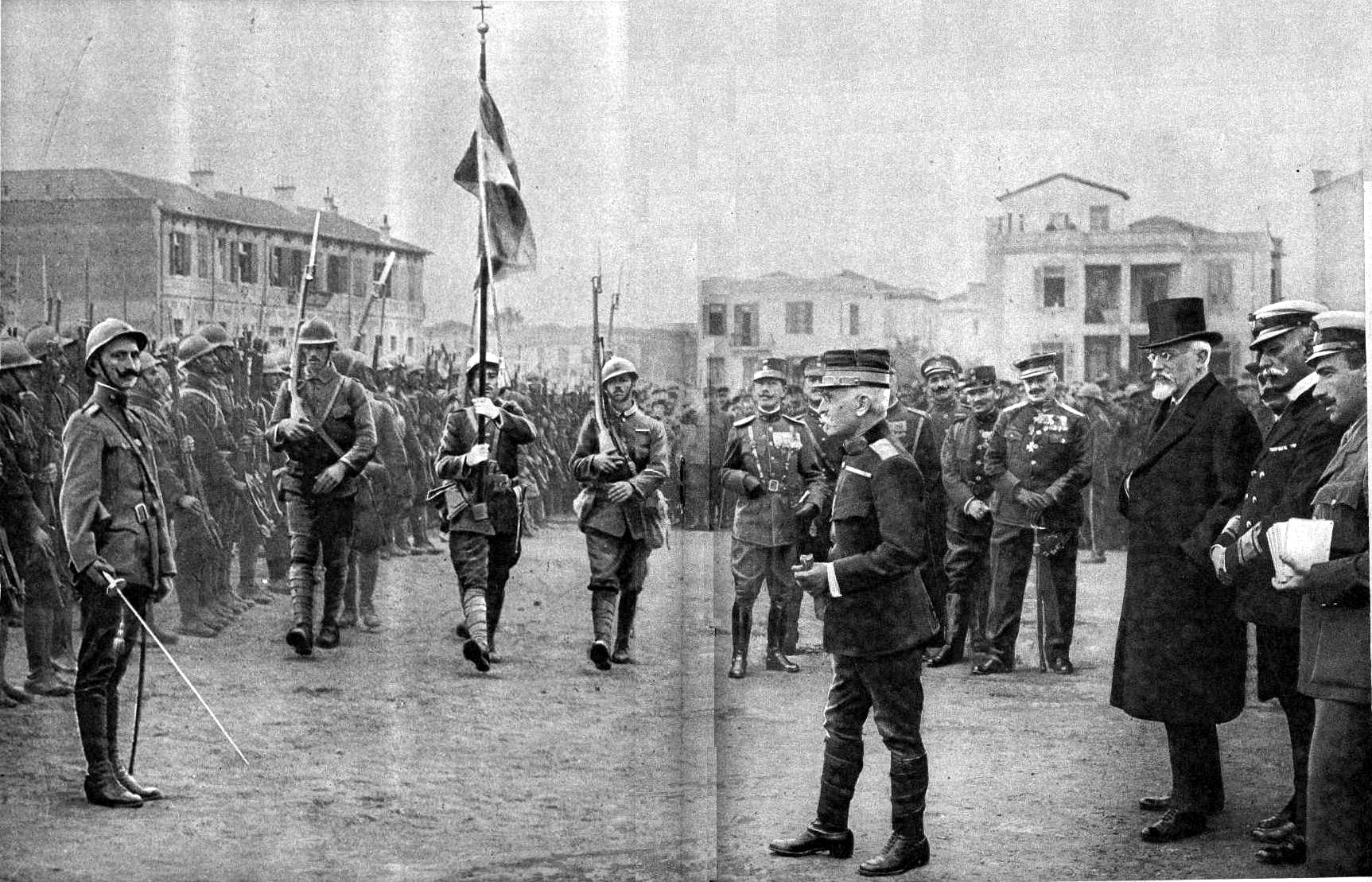
Görög katonák menete Panagiótisz Danglísz tábornok és Venizélos előtt.
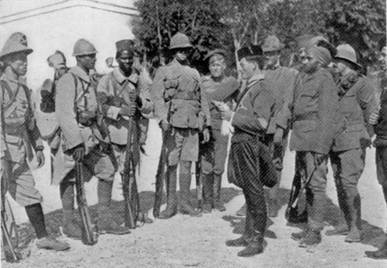
Antant katonák Szalonikiben.
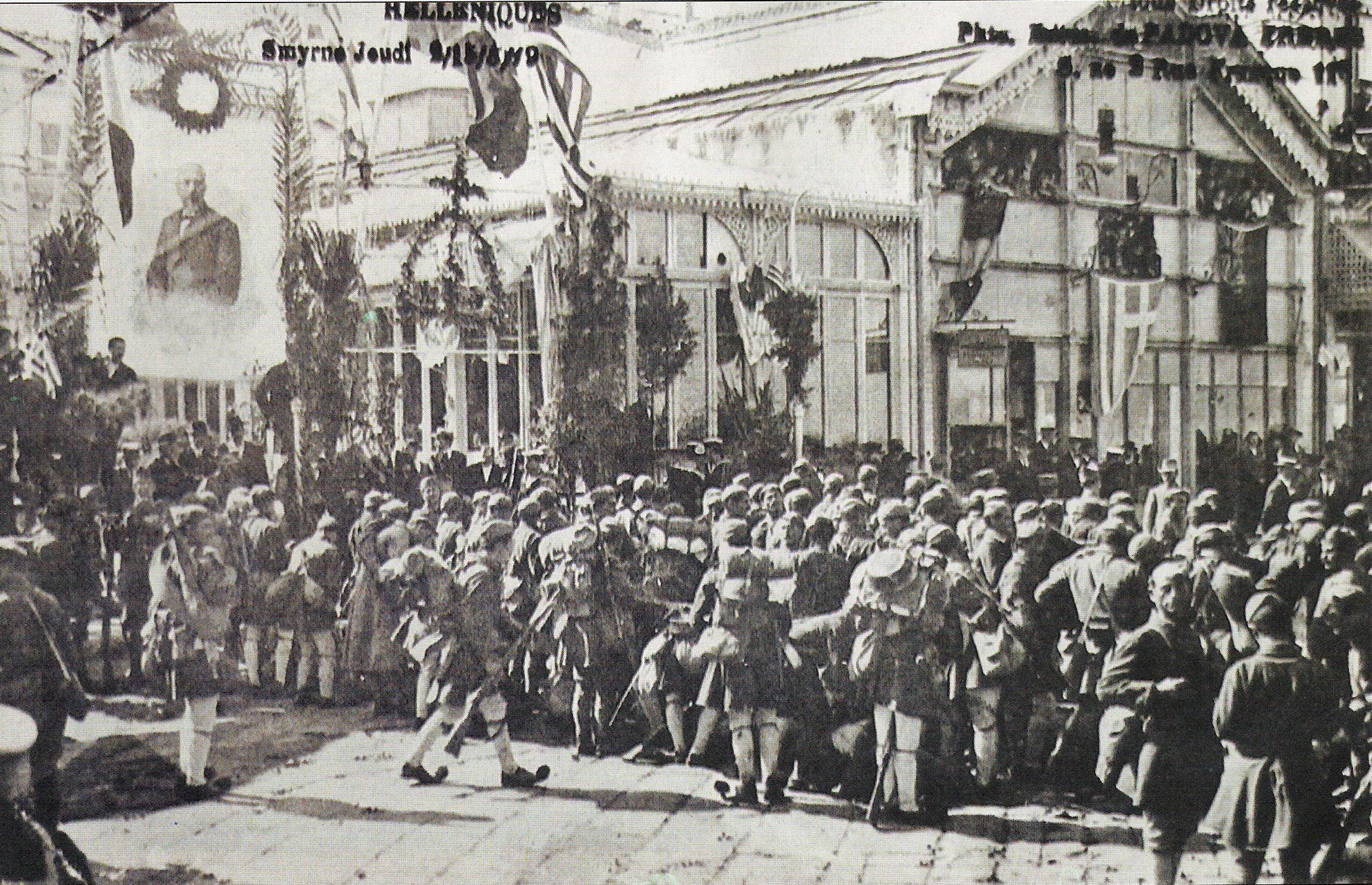
Görög katonák Szmirnában.